# Kumamoto
Kumamoto (japonsky: 熊本市; Kumamoto-ši) je hlavní město prefektury Kumamoto na ostrově Kjúšú v Japonsku.

## Historie
Kató Kijomasa, současník Tojotomi Hidejošiho, se stal pánem (daimjó) poloviny tehdejší provincie Higo v roce 1588. Poté nechal vybudovat hrad Kumamoto. Díky mnoha novátorským obranným prvkům byl hrad považován za nedobytný a Kijomasa je považován za jednoho z nejlepších stavitelů hradů v japonské historii. Po Kijomasově smrti v roce 1611 se jeho nástupcem stal jeho syn Tadahiro, ale brzy byl Tokugawou Iejasuem svržen a nahrazen klanem Hosokawa. Bývalý japonský předseda vlády Morihiro Hosokawa je přímým potomkem klanu Hosokawa z Kumamoto. Jiný známý politik, bývalý peruánský prezident Alberto Fujimori, má také své kořeny v Kumamoto – Fujimoriho předci emigrovali z Kumamoto na počátku 20. století.

## Památky
Dominantou města je hrad Kumamoto, velký a ve své době skvěle opevněný japonský hrad (širo). Hlavní hradní věž je sice betonová rekonstrukce ze 70. let 20. století, ale ostatní budovy jsou původní. Hrad byl obléhán během Sacumské vzpoury v roce 1877 a po 53 dnech byl dobyt a vypálen. Právě v této době se zrodila tradice pojídání syrového koňského masa basaši, které v okolí Kumamoto zůstalo populární dodnes.
Za vnějšími hradbami hradu Kumamoto se nachází Hosokawa Gjóbu-tei, bývalá rezidence pánů provincie Higo. K této tradiční dřevěné stavbě patří i krásná japonská zahrada.
Slavný šermíř Mijamoto Musaši strávil část svého života v Kumamoto a zdejší prefekturní muzeum umění má ve svých sbírkách originál jeho posledního spisu Dokkōdō.
Asi 3 kilometry jihovýchodně od hradu Kumamoto leží zahrada Suizendži (Suizendži kóen) přiléhající k chrámu Suizendži. Suizendži kóen je považována za jednu z nejkrásnějších zahrad v Japonsku společně s Kenroku-en v Kanazawě, Kairaku-en v Mito a Kóraku-en v Okajamě.
Kumamoto získalo oficiálně status města 1. dubna 1889.

## Vzdělávací instituce
- Univerzita Kumamoto
- Univerzita Kumamoto Gakuen
- Kjúšú luteránská fakulta

## Kumamoto ve filmu
- Akira Kurosawa dostal povolení použít hrad Kumamoto jako jeden ze tří hradů ve svém epickém snímku Ran z roku 1985.

- Hrad Kumamoto, zahrada Suizendži a zčásti hora Aso byly použity při filmování hollywoodského filmu Poslední samuraj v roce 2003. Zdroj: Kumamoto Film Commission

## Partnerská města
- Billings, Montana, Spojené státy americké
- Bristol, Spojené království

- Heidelberg, Německo (1992)
- Helena, Montana, Spojené státy americké
- Kao-siung, Tchaj-wan (2017)
- Kuej-lin, Čína
- San Antonio, Texas, USA (1987)
- Ulsan, Jižní Korea (2010)

## Fotogalerie

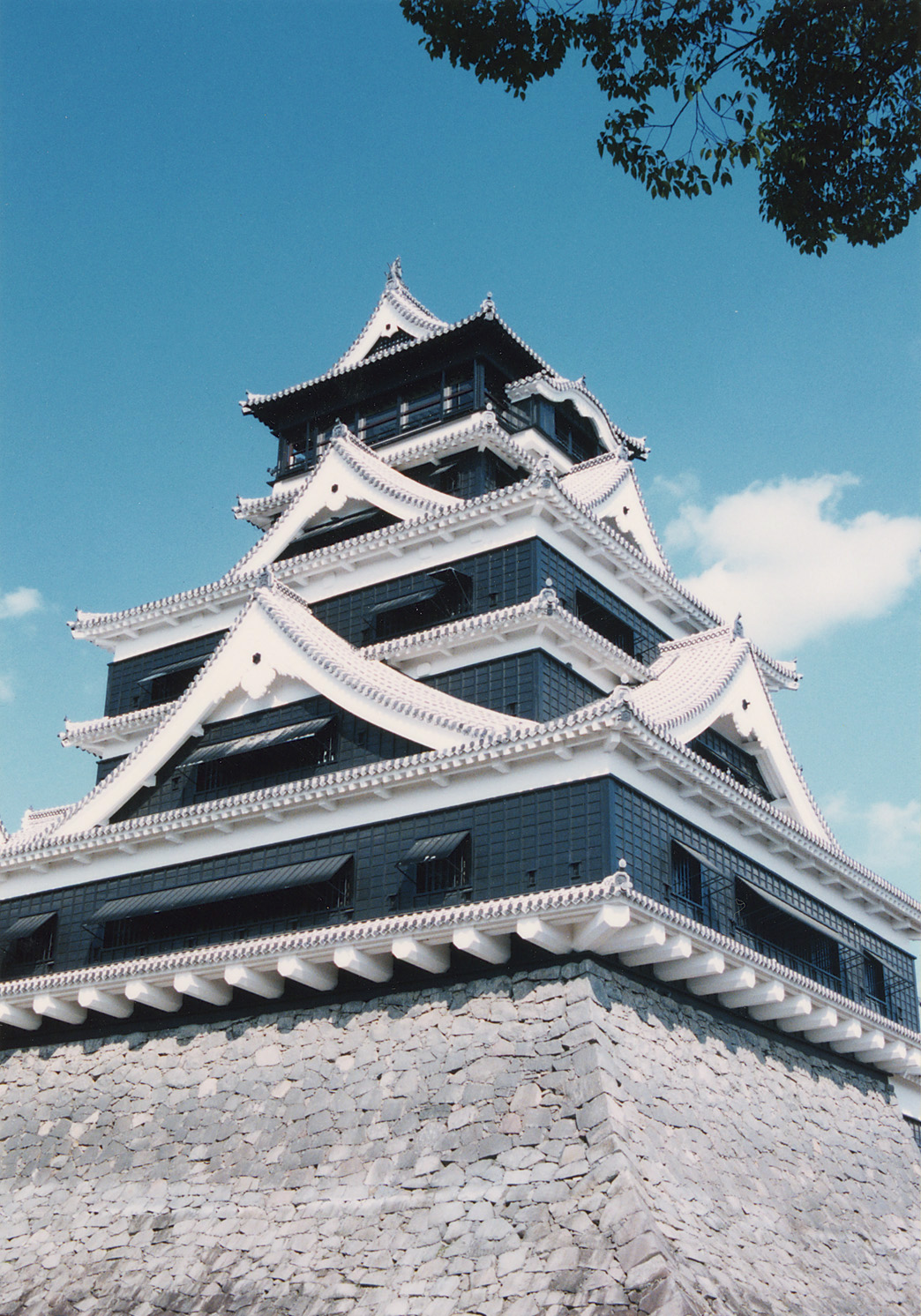
Hrad Kumamoto
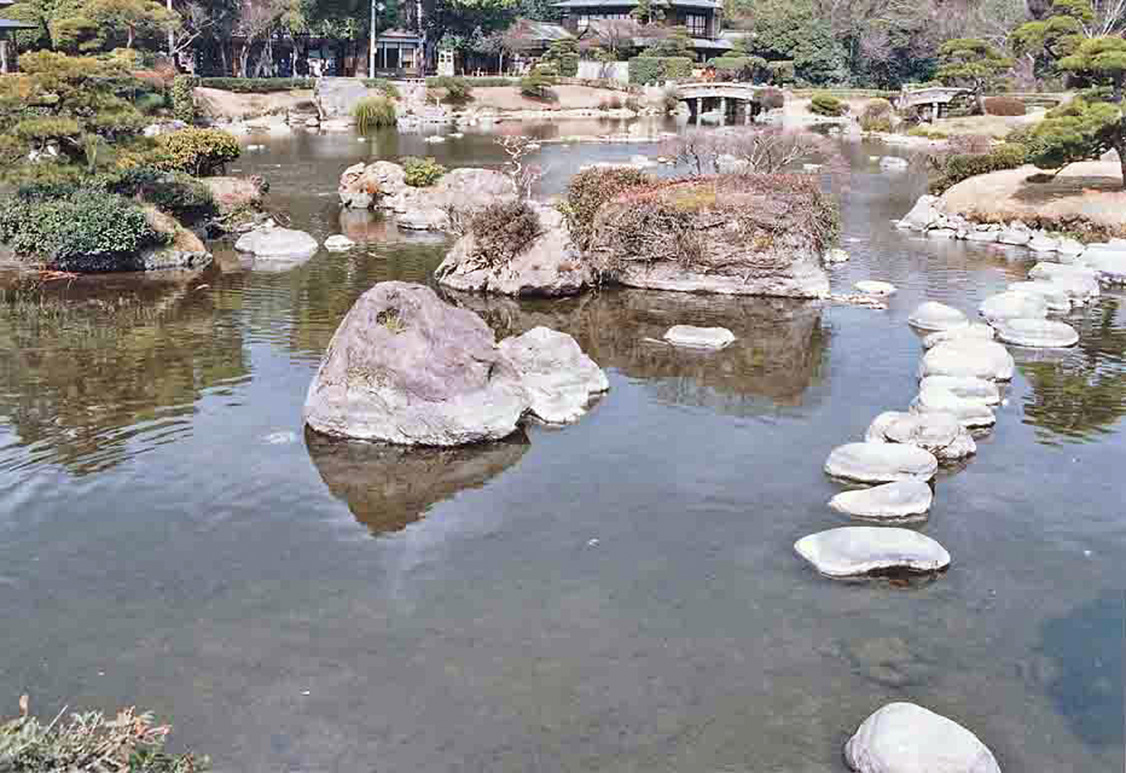
Zahrada Suizendži
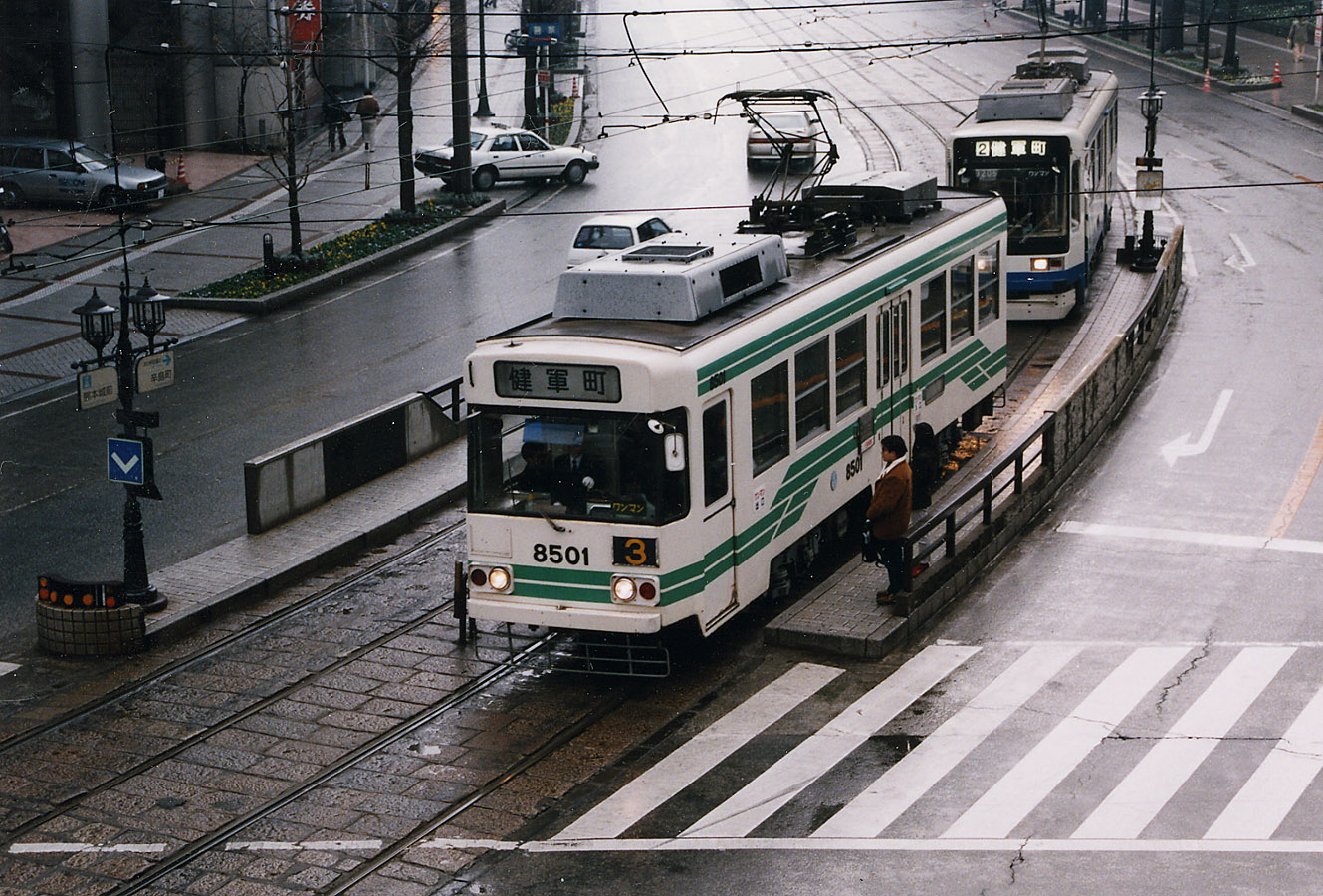
Tramvaj v Kumamoto